# Procambarus apalachicolae
Procambarus apalachicolae är en sötvattenlevande kräfta som lever endemiskt i USA.